# NGC 1554
NGC 1554 (również LBN 817, CED 32A lub Zaginiona Mgławica Struvego) – gwiazda znajdująca się w gwiazdozbiorze Byka. Skatalogował ją Otto von Struve 14 marca 1868 roku, podejrzewając, że jest otoczona mgławicą. 23 marca tego samego roku mgławicę obserwował też Heinrich Louis d’Arrest, jednak kolejni obserwatorzy już jej nie dostrzegli. NGC 1554 znajduje się w rejonie zmiennej mgławicy refleksyjnej NGC 1555 związanej z gwiazdą T Tauri.